# Contraria contrariis curantur
La locuzione latina contraria contrariis curantur, tradotta letteralmente, significa «i contrari si curano con i contrari».
È un principio risalente a Ippocrate e Galeno. Il padre dell'omeopatia, Samuel Hahnemann, lo pose a fondamento della medicina convenzionale del XIX secolo, da lui designata col termine «allopatia», per distinguerlo dal principio filosofico del similia similibus curantur («i simili si curano coi simili») che ispira invece l'omeopatia.